# Liste der Kulturgüter in Collex-Bossy
Die Liste der Kulturgüter in Collex-Bossy enthält alle Objekte in der Gemeinde Collex-Bossy im Kanton Genf, die gemäss der Haager Konvention zum Schutz von Kulturgut bei bewaffneten Konflikten, dem Bundesgesetz vom 20. Juni 2014 über den Schutz der Kulturgüter bei bewaffneten Konflikten sowie der Verordnung vom 29. Oktober 2014 über den Schutz der Kulturgüter bei bewaffneten Konflikten unter Schutz stehen.
Objekte der Kategorie A sind im Gemeindegebiet nicht ausgewiesen, Objekte der Kategorie B sind vollständig in der Liste enthalten, Objekte der Kategorie C fehlen zurzeit (Stand: 1. Januar 2023).

## Kulturgüter
| Foto |                                                                  | Objekt                                                             | Kat. | Typ | Standort                                                              | Beschreibung |
| ---- | ---------------------------------------------------------------- | ------------------------------------------------------------------ | ---- | --- | --------------------------------------------------------------------- | ------------ |
| ja   | Datei hochladen · Wikidata zu Schloss und Bauernhof (Q29699873)  | Schloss und Bauernhof / Château et Ferme KGS-Nr.: 02415            | B    | G   | Chemin de la Fenière 8–10 / Chemin des Chaumets 33–35 498240 / 125154 |              |
| ja   | Datei hochladen · Wikidata zu Kapelle der Verfolgung (Q29699859) | Kapelle der Verfolgung / Chapelle de la Persécution KGS-Nr.: 11807 | B    | G   | Chemin de la Fruitière 30 498512 / 125353                             |              |
| ja   | Datei hochladen · Wikidata zu Kirche Saint-Clément (Q29699889)   | Kirche Saint-Clément / Église Saint-Clément KGS-Nr.: 11808         | B    | G   | Chemin des Chaumets 19 498420 / 125207                                |              |